# Garmisch Classic
Garmisch Classic är ett alpint skidområde i Garmisch-Partenkirchen, Bayern, Tyskland.  Det är beläget i Bayerska alperna med en maxhöjd på 2 050 meter (6 726 fot) över havet och en fallhöjd på 1 350 meter (4 429 fot). Här hölls världsmästerskapen i alpin skidsport 1978 och 2011. Alpin skidåkning debuterade på olympiska vinterspelens program i Garmisch-Partenkirchen i 1936.  
Här finns bland annat Kandaharnedfarten, där flera världscuplopp körts.